# Myosotis propinqua
Myosotis propinqua är en strävbladig växtart som först beskrevs av Porphir Kiril Nicolai Stepanowitsch Turczaninow, och fick sitt nu gällande namn av Fisch., Amp; C. A. Mey. och Dc. Myosotis propinqua ingår i släktet förgätmigejer, och familjen strävbladiga växter. Inga underarter finns listade i Catalogue of Life.